# Кейсі Моттет Кляйн
Ке́йсі Мотте́т Кляйн (Kacey Mottet-Klein; нар. 20 жовтня 1998, Лозанна, Швейцарія) — швейцарський актор.

## Біографія
Кейсі Моттет Кляйн народився 20 жовтня 1998 році в Лозанні, Швейцарія. Його батько — американець за походженням, мати — швейцарка.
У 2008 році Кляйн дебютував у кіно роллю у фільмі Урсули Маєр «Дім», за яку отримав Швейцарську кінопремію як найкращий актор-початківець. У 2012 році він знявся у фільмі «Сестра», який був його другою спільною роботою з режисеркою Урсулою Маєр. За акторську роботу у цьому фільму він вдруге отримав Швейцарську кінопремію як найкращий актор та був номінований на здобуття французької національної кінопремії «Сезар» у категорії «Найперспективніший актор».
У 2015 році режисерка Урсули Маєр, яка, окрім «Дому», зняла актора ще у кількох своїх фільмах, створила про початок акторської кар'єри Кейсі Моттета Кляйна короткометражний документальний фільм «Кейсі Моттет Кляйн: Народження актора».
У 2016 році актор отримав премію Shooting Star на 66-му Берлінському кінофестивалі за виконання однією з головних чоловічих ролей у фільмі Андре Тешіне «Бути 17-річним».
У 2019 році Кейсі Моттет Кляйн знявся з Катрін Денев у фільмі Андре Тешіне «Прощання з ніччю». Фільм був представлений у позаконкурсній програмі 69-го Берлінського міжнародного кінофестивалю, де відбулася його світова прем'єра.

## Фільмографія
| Рік  |     | Назва українською        | Оригінальна назва         | Роль                     |
| ---- | --- | ------------------------ | ------------------------- | ------------------------ |
| 2008 |     | Дім                      | Home                      | Жульєн                   |
| 2010 |     | Генсбур. Герой і хуліган | Gainsbourg (Vie héroïque) | Люсьєн Генсбур           |
| 2012 |     | Сестра                   | L'enfant d'en haut        | Симон                    |
| 2012 | м/ф | Крамничка самогубств 3D  | Le magasin des suicides   | Ален Туваше, озвучування |
| 2013 | к/м |                          | Cadrage/débordement       | Ріко                     |
| 2014 |     | Джемма Боварі            | Gemma Bovery              | Жульєн Жубер             |
| 2015 |     | Мама                     | Une mère                  | Гійом                    |
| 2015 |     | Воротар                  | Keeper                    | Максим                   |
| 2015 | к/м | Воїни                    | Les guerriers             | Тома                     |
| 2016 |     | Бути 17-річним           | Quand on a 17 ans         | Дам'єн Доліль            |
| 2017 |     | Обмін принцесами         | L'Échange des princesses  | Дон Луїс                 |
| 2018 |     | Щоденник мого розуму     | Journal de ma tête        | Бенжамін Феллер          |
| 2019 |     | Прощання з ніччю         | L'Adieu à la nuit         | Алекс                    |
| 2021 |     | Подія                    | L'Événement               | Жан                      |

## Визнання
| Нагороди та номінації Кейсі Моттета Кляйна | Нагороди та номінації Кейсі Моттета Кляйна | Нагороди та номінації Кейсі Моттета Кляйна | Нагороди та номінації Кейсі Моттета Кляйна |
| Рік                                        | Категорія                                  | Фільм                                      | Результат                                  |
| ------------------------------------------ | ------------------------------------------ | ------------------------------------------ | ------------------------------------------ |
| Швейцарська кінопремія                     |                                            |                                            |                                            |
| 2009                                       | Найкращий початківець актор або акторка    | Дім                                        | Перемога                                   |
| 2014                                       | Найкращий актор                            | Сестра                                     | Перемога                                   |
| Гавайський міжнародний кінофестиваль       |                                            |                                            |                                            |
| 2012                                       | Найкращий актор                            | Сестра                                     | Перемога                                   |
| Премія «Сезар»                             |                                            |                                            |                                            |
| 2013                                       | Найперспективніший актор                   | Сестра                                     | Номінація                                  |
| 2017                                       | Найперспективніший актор                   | Стояти рівно                               | Номінація                                  |
| Берлінський міжнародний кінофестиваль      |                                            |                                            |                                            |
| 2016                                       | Премія Shooting Star                       | Премія Shooting Star                       | Перемога                                   |
| Кінофестиваль у Кабурі                     |                                            |                                            |                                            |
| 2016                                       | Найкращий актор-початківець                | Бути 17-річним                             | Перемога                                   |
| Премія «Люм'єр»                            |                                            |                                            |                                            |
| 2016                                       | Найкращий молодий актор                    | Бути 17-річним                             | Номінація                                  |